# Lars Jacobson
Lars Olov Jacobson, född 24 oktober 1920 i Örebro södra församling, död 19 juni 2013 i Örebro Nikolai församling, var en svensk tandläkare.
Jacobson, som var son till tandläkare Manne Jacobson och Eyvor Bolin, blev efter studentexamen vid Karolinska läroverket i Örebro 1939 odontologie kandidat 1940, avlade tandläkarexamen 1943 och blev master of science i odontologi vid Northwestern University i Chicago 1952. Han blev distriktstandläkare i Kumla 1943, assistent i Fagersta 1945 och innehade egen praktik i Örebro från 1946. Han var styrelseledamot i Örebro läns tandläkarförening 1948–1961 (ordförande 1960–1961), i Svenska Tandläkaresällskapet från 1959 och ledamot i dess kursnämnd 1956–1960.
Jacobson hade avsevärda kunskaper och kliniska färdigheter inom parodontologi och blev därför chef för en i Örebro nyinrättad klinik för behandling av tandlossningssjukdomar, där han började utbilda specialister i parodontologi. År 1968 började han att i samarbete med odontologiska fakulteten i Malmö utbilda Sveriges första tandhygienister och kallades ibland tandhygienisternas fader i Sverige. Han bidrog till skapandet av Postgraduate Dental Education Center i Örebro. Han var en av stiftarna till Scandinavian Society of Periodontologi. Han blev odontologie hedersdoktor vid Karolinska institutet 1978.
Lars Jacobson är begraven på Nikolai kyrkogård i Örebro.